# Nathanael Kries
Nathanael Gottlob von Kries (* 3. Mai 1772 in Thorn; † 24. Februar 1852 in Kriesfelde) war ein preußischer Gutsbesitzer, Abgeordneter und Ahnherr der Adelsfamilie Kries.

## Familie
Nathanael Kries war der Sohn des Gymnasial-Professors Johann Albinus Kries (1716–1785). 1800 heiratete er Josephine Matthias. Aus der Ehe gingen 13 Kinder, davon 8 Jungen und 5 Mädchen, hervor.
- Moritz Eduard von Kries (1802–1889)
- Johanna Cecilie von Kries (1803–1873)
- Theodor Albinus von Kries (1805–1868), Landtagsabgeordneter
- Adolf Anton Franz von Kries (1808–1889), Landtagsabgeordneter
- Therese Eugenie von Kries (1813–1871)
- Conrad Friedrich Leopold von Kries (1814–1868)
- Carl Gustav von Kries (1815–1858), Professor und Landtagsabgeordneter
- Friedrich Wilhelm von Kries (1816–1890)
- Pauline Johanna von Kries (1819–1904)
- Louise Adele von Kries (1821–1895)

## Leben
Kries besuchte das Thorner Gymnasium bis zum frühen Tod des Vaters. Die Erziehung übernahm nun die 9 Jahre älteren Schwester Elisabeth Sophie. Bei deren Ehemann Johann Gottlieb Plehn, einem Amtmann beim Königlichen Domänenamt in Mewe, machte er eine Ausbildung in der Wirtschafts-, Geschäfts- und Kassenführung.
Von 1800 bis 1848 war er Pächter der Domäne Osterwitt. Er war wirtschaftlich, trotz der Wirren der Napoleonischen Kriege, so erfolgreich, dass er weitere Güter erwerben konnte:
- 1820 Kulmaga für 6.150 Taler
- 1828 Kriesfelde für 6.760 Taler
- 1829 Czerwinsk für 5.000 Taler
- 1830 Groß- und Klein-Waczmirs für 41.000 Taler
- 1841 Friedenau für 62.000 Taler

1798/99 war er Amtsadministrator des Amtes Mewe, 1800 wurde er dort Königlicher Amtmann. Von 1819 bis 1827 war er Königlicher Amtsrat. Seit 1820 war er Mitglied der Kreisstände des Kreises Marienwerder. 1840 war er Abgeordneter im Provinziallandtag der Provinz Preußen. In dieser Eigenschaft nahm er 1840 am Huldigungslandtag des neuen Königs Friedrich Wilhelm IV in Königsberg i. Pr. teil. Anlässlich dieses Landtags wurde er am 10. September 1840 in den erblichen Adelsstand erhoben.